# Conclave de 1667

Brasão papal de Sua Santidade o papa Clemente IX

O Conclave de 1667 foi convocado com a morte do Papa Alexandre VII e terminou com a eleição de Giulio Rospigliosi como Papa Clemente IX. O conclave foi dominado por facções leais aos cardeais sobrinhos de Alexandre VII e Urbano VIII. Viu a existência continuada do Esquadrão Volante, ou Esquadrão Voador, que surgira no conclave de 1655 . O conclave também viu Espanha e França, as duas maiores potências católicas da época, ambas apoiando a eleição de Rospigliosi como papa. Por fim, a eleição de Rospigliosi foi alcançada quando o embaixador francês subornou Flavio Chigi, Sobrinho de Alexandre, para apoiar Rospigliosi. Após o conclave, todos os partidos acreditavam ter eleito o papa que desejavam.

## Segundo plano
Após sua eleição, Alexandre VII inicialmente se opôs ao nepotismo, recusando-se a nomear um sobrinho cardeal. Os membros do Colégio de Cardeais pediram que ele reconsiderasse a nomeação de membros de sua família para cargos de poder, e ele acabou cedendo, nomeando outros membros de sua família Chigi para o governo papal e nomeando um sobrinho cardeal.
A relação diplomática entre a França e os Estados papais piorou enquanto Alexandre era papa. A França invadiu Avignon em 1664 após um confronto entre o embaixador da França na Santa Sé e as tropas papais. As forças francesas deixaram Avignon somente depois que Alexander pediu desculpas. O cardeal Mazarin, líder do governo francês, pediu ainda que Alexandre criasse mais cardeais franceses, mas ele não o fez. Durante seu pontificado, Alexandre criou 40 novos cardeais, sendo 33 deles italianos.
Dentro do Colégio dos Cardeais, uma facção de cardeais que não era leal a nenhuma das monarquias católicas foi chamada de Esquadrão Volante, e havia surgido durante o conclave de 1655. O nome, que se traduz em Esquadrão Voador, foi dado por seu apoio a candidatos que eles acreditavam ter o melhor interesse do papado em mente do que por candidatos apoiados pelo monarca secular  Cristina, rainha da Suécia, que abdicou do trono sueco e se mudou para Roma antes de se converter à Igreja Católica, serviu como apoiante secular do grupo e ficou particularmente próxima de Decio Azzolino.

## Conclave
Quando o conclave foi aberto, havia 64 cardeais eleitores presentes. No momento da morte de Alexander, o Colégio estava com sua capacidade máxima de 70 membros. Entre o momento de sua morte e a abertura do conclave, em 2 de junho de 1667, dois dos cardeais haviam morrido e quatro membros ainda não haviam chegado a Roma. Desde os conclaves de 1605, o Colégio mantinha consistentemente 60 ou mais membros no conclave, e a aglomeração se tornara um problema. O Colégio debateu se seria apropriado realizar o conclave no Vaticano, devido a preocupações sobre aglomeração e morte de cardeais em conclaves anteriores, mas os cardeais mais velhos insistiram em manter o conclave lá.
Alexandre VII criou 34 dos cardeais presentes durante o conclave de 1667. Desse grupo, 10 não aceitaram Flavio Chigi , sobrinho cardinal de Alexandre, como líder, porque seu estilo de vida era considerado impróprio. Dezesseis dos cardeais presentes no conclave eram criações do Urbano VIII, e todos concordaram em seguir o exemplo de Antonio Barberini, um sobrinho de Urbano VIII. O conclave foi dominado pelos partidos leais aos sobrinhos cardeais, e os eleitores leais a vários monarcas ou membros do Esquadrão Voador permaneceram divididos, dividindo-se igualmente entre os dois partidos maiores chefiados pelos sobrinhos.  Os franceses tinham oito eleitores leais a eles, e os espanhóis, seis, enquanto o Esquadrão Voador, onze.
Desde o início do conclave, Giulio Rospigliosi foi considerado o papabile com maiores chances. Ele não foi contestado por nenhuma das principais facções do conclave. Inicialmente, os franceses procuraram esconder o fato de que apoiavam Rospigliosi e promoveram a Scipione Pannocchieschi d'Elci para o papado, a fim de permitir que os espanhóis apoiassem Rospigliosi, que estava em boas relações com o governo espanhol. Os espanhóis, no entanto, inicialmente preferiram a eleição de Francesco Barberini, outro sobrinho de Urban VIII.
O outro candidato sério no início do conclave era Girolamo Farnese . Farnese não era aceitável pelo Esquadrão Voador, que deixou o conclave com Rospigliosi e d'Elci como as únicas opções viáveis. Flavio Chigi promoveu d'Elci como candidato, mas ele foi considerado zeloso demais por alguns eleitores.

## Eleição de Clemente IX
Na manhã de 20 de junho de 1667, Rospigliosi recebeu cinco votos durante o primeiro escrutínio. Ele recebeu apenas no máximo 10 votos durante os escrutínios das semanas anteriores. Entre o escrutínio da manhã e o realizado à noite, Charles d'Albert d'Ailly, embaixador francês em Roma, prometeu renda a Flavio Chigi da França. Chigi concordou em convencer os eleitores que eram leais a ele para votar na eleição de Rospigliosi. No escrutínio daquela noite, Rospigliosi recebeu 61 votos e foi eleito Papa Clemente IX. Rospigliosi foi o último papa a vir da Toscana. Na conclusão do conclave, a França e a Espanha acreditavam que haviam conseguido eleger o papa que desejavam.

## Cardeais votantes
| Consistóro                    | 1667 |
| ----------------------------- | ---- |
| Outubro 1623                  | 1    |
| Janeiro 1626                  | 2    |
| Agosto 1627                   | 1    |
| Novembro 1629                 | 1    |
| Novembro 1633                 | 3    |
| Dezembro 1641                 | 3    |
| Julho 1643                    | 5    |
| Consistórios de Urbano VIII   | 16   |
| Março 1645                    | 4    |
| Outubro 1647                  | 2    |
| Fevereiro 1652                | 7    |
| Junho 1653                    | 1    |
| Março 1654                    | 6    |
| Consistórios de Inocêncio X   | 20   |
| Abril 1657                    | 7    |
| Abril 1658                    | 2    |
| Abril 1660                    | 4    |
| Janeiro 1664                  | 12   |
| Fevereiro 1666                | 4    |
| Fevereiro 1667                | 1    |
| Março 1667                    | 4    |
| Consistórios de Alexandre VII | 34   |
| Total                         | 70   |

| Criado por                | Cardeais | Por Cento |
| ------------------------- | -------- | --------- |
| Papa Urbano VIII (UVIII)  | 016      | 22,86 %   |
| Papa Inocêncio X (IX)     | 020      | 28,57 %   |
| Papa Alexandre VII (AVII) | 034      | 48,57 %   |
| Total                     | 70       | 100 %     |

### Cardeais Bispos
| Nº | Nome                                      | Consistório   | Papa  |
| -- | ----------------------------------------- | ------------- | ----- |
| 1  | Francesco Barberini                       | Outubro 1623  | UVIII |
| 2  | Marzio Ginetti                            | Janeiro 1626  | UVIII |
| 3  | Antonio Barberini, Junior, O.S.Io.Hieros. | Agosto 1627   | UVIII |
| 4  | Giovanni Battista Maria Pallotta          | Novembro 1629 | UVIII |
| 5  | Francesco Maria Brancaccio                | Novembro 1633 | UVIII |
| 6  | Ulderico Carpegna                         | Novembro 1633 | UVIII |

### Cardeais Presbíteros
| Nº | Nome                                    | Consistório    | Papa  |
| -- | --------------------------------------- | -------------- | ----- |
| 7  | Ernest Adalbert von Harrach             | Janeiro 1626   | UVIII |
| 8  | Stefano Durazzo                         | Novembro 1633  | UVIII |
| 9  | Giulio Gabrielli                        | Dezembro 1641  | UVIII |
| 10 | Virginio Orsini, O.S.Io.Hieros.         | Dezembro 1641  | UVIII |
| 11 | Cesare Facchinetti                      | Julho 1643     | UVIII |
| 12 | Girolamo Grimaldi-Cavalleroni           | Julho 1643     | UVIII |
| 13 | Carlo Rossetti                          | Julho 1643     | UVIII |
| 14 | Niccolò Albergati-Ludovisi              | Março 1645     | IX    |
| 15 | Federico Sforza                         | Março 1645     | IX    |
| 16 | Alderano Cibo                           | Março 1645     | IX    |
| 17 | Benedetto Odescalchi                    | Março 1645     | IX    |
| 18 | Lorenzo Raggi                           | Outubro 1647   | IX    |
| 19 | Jean-François-Paul de Gondi de Retz     | Fevereiro 1652 | IX    |
| 20 | Luigi Alessandro Omodei                 | Fevereiro 1652 | IX    |
| 21 | Pietro Vito Ottoboni                    | Fevereiro 1652 | IX    |
| 22 | Marcello Santacroce                     | Fevereiro 1652 | IX    |
| 23 | Lorenzo Imperiali                       | Fevereiro 1652 | IX    |
| 24 | Giberto Borromeo                        | Fevereiro 1652 | IX    |
| 25 | Giambattista Spada                      | Março 1654     | IX    |
| 26 | Francesco Albizzi                       | Março 1654     | IX    |
| 27 | Ottavio Acquaviva d'Aragona, Jr         | Março 1654     | IX    |
| 28 | Flavio Chigi                            | Abril 1657     | AVII  |
| 29 | Giulio Rospigliosi                      | Abril 1657     | AVII  |
| 30 | Girolamo Buonvisi                       | Abril 1657     | AVII  |
| 31 | Scipione Pannocchieschi d'Elci          | Abril 1657     | AVII  |
| 32 | Girolamo Farnese                        | Abril 1657     | AVII  |
| 33 | Antonio Bichi                           | Abril 1657     | AVII  |
| 34 | Pietro Vidoni                           | Abril 1660     | AVII  |
| 35 | Gregório Barbarigo                      | Abril 1660     | AVII  |
| 36 | Girolamo Boncompagni                    | Janeiro 1664   | AVII  |
| 37 | Carlo Bonelli                           | Janeiro 1664   | AVII  |
| 38 | Celio Piccolomini                       | Janeiro 1664   | AVII  |
| 39 | Carlo Carafa della Spina, C.R.          | Janeiro 1664   | AVII  |
| 40 | Neri Corsini                            | Janeiro 1664   | AVII  |
| 41 | Alfonso Michele Litta                   | Janeiro 1664   | AVII  |
| 42 | Giacomo Filippo Nini                    | Janeiro 1664   | AVII  |
| 43 | Paluzzo Paluzzi Altieri degli Albertoni | Janeiro 1664   | AVII  |
| 44 | Cesare Maria Antonio Rasponi            | Janeiro 1664   | AVII  |
| 45 | Giannicolò Conti                        | Janeiro 1664   | AVII  |
| 46 | Giulio Spínola                          | Fevereiro 1666 | AVII  |
| 47 | Carlo Roberti                           | Fevereiro 1666 | AVII  |
| 48 | Vitaliano Visconti                      | Fevereiro 1666 | AVII  |
| 49 | Innico Caracciolo                       | Fevereiro 1666 | AVII  |
| 50 | Giovanni Dolfino                        | Março 1667     | AVII  |
| 51 | Luís II, Duque de Vendôme               | Março 1667     | AVII  |

### Cardeais Diáconos
| Nº | Nome                                         | Consistório    | Papa  |
| -- | -------------------------------------------- | -------------- | ----- |
| 52 | Reinaldo d'Este                              | Dezembro 1641  | UVIII |
| 53 | Giovanni Stefano Donghi                      | Julho 1643     | UVIII |
| 54 | Paolo Emilio Rondinini                       | Julho 1643     | UVIII |
| 55 | Francesco Maidalchini                        | Outubro 1647   | IX    |
| 56 | Frederico de Hesse-Darmstadt, O.S.Io.Hieros. | Fevereiro 1652 | IX    |
| 57 | Carlo Barberini                              | Junho 1653     | IX    |
| 58 | Carlos Pio de Saboia                         | Março 1654     | IX    |
| 59 | Carlo Gualterio                              | Março 1654     | IX    |
| 60 | Decio Azzolini                               | Março 1654     | IX    |
| 61 | Giacomo Franzoni                             | Abril 1658     | AVII  |
| 62 | Francesco Maria Mancini                      | Abril 1660     | AVII  |
| 63 | Angelo Celsi                                 | Janeiro 1664   | AVII  |
| 64 | Paolo Savelli                                | Janeiro 1664   | AVII  |

### Cardeais ausentes

#### Cardeais Presbíteros
| Nº | Nome                                                     | Consistório    | Papa |
| -- | -------------------------------------------------------- | -------------- | ---- |
| 1  | Volumnio Bandinelli                                      | Abril 1658     | AVII |
| 2  | Pascual de Aragón-Córdoba-Cardona e Fernández de Córdoba | Abril 1660     | AVII |
| 3  | Vitaliano Visconti                                       | Fevereiro 1667 | AVII |
| 4  | Guidobald von Thun                                       | Março 1667     | AVII |
| 5  | Luís Guilherme de Moncada, 7.º Duque de Montalto         | Março 1667     | AVII |

#### Cardeal Diácono
| Nº | Nome                            | Consistório | Papa |
| -- | ------------------------------- | ----------- | ---- |
| 5  | Pietro Sforza Pallavicino, S.J. | Abril 1657  | AVII |